# Wadj-wer
Wadj-wer ist seit der 5. Dynastie als altägyptische Bezeichnung von  Meeren, Binnengewässern belegt, die sich entweder in oder außerhalb Ägyptens befanden. Zudem bezog sich der Ausdruck „wadj“ auf die Farben Grün sowie Blau. Worauf sich die insbesondere während der 12. Dynastie gebrauchte Redewendung „Inseln vom großen Grünen“ bezieht, ist vom jeweiligen Textzusammenhang abhängig.
Die seit dem Neuen Reich verwendete Variante „Inseln inmitten des großen Grünen“ meinte dagegen hauptsächlich das Mittelmeer und möglicherweise die ägäischen Inseln, sehr selten jedoch andere Örtlichkeiten. In Verbindung mit Keftiu benutzten nur die Könige (Pharaonen) Thutmosis III. sowie Amenophis II. und Ramses II. die Ergänzung „Personen von Keftiu, Inseln inmitten des großen Grünen“. Joachim Friedrich Quack konnte in diesem Zusammenhang nachweisen, dass der Begriff „wadj-wer“ zumeist als Bezeichnung der äußersten nördlichen Grenze des ägyptischen Einflussgebietes benutzt wurde.